# San Clemente (Venedig)
Die Insel San Clemente liegt in der Lagune von Venedig, südlich der Stadt Venedig und längs der Fahrrinne, die von den Schiffen Richtung Malamocco benutzt wird.

## Geschichte
Unter Leitung des Adligen Pietro Gattilesso entstand ab 1131 eine Kirche, Mitte des 12. Jahrhunderts folgten Augustinermönche, die zum Patriarchat von Grado gehörten, und bauten ein Hospital, das Pilger von und nach dem Heiligen Land beherbergte. Der letzte auf der Insel verbliebene Augustinermönch lebte dort noch bis 1432. Danach verfielen Kirche und Kloster bis zu dem Zeitpunkt, an dem Mönche vom Orden der Barmherzigen Brüder sich des Wiederaufbaus von Kirche, Kloster und Hospital sowie der Wiederbelebung der Insel widmeten. Die Kirche ist im Wesentlichen bis auf den heutigen Tag so geblieben, wie sie von den Mönchen wiederhergestellt worden war.

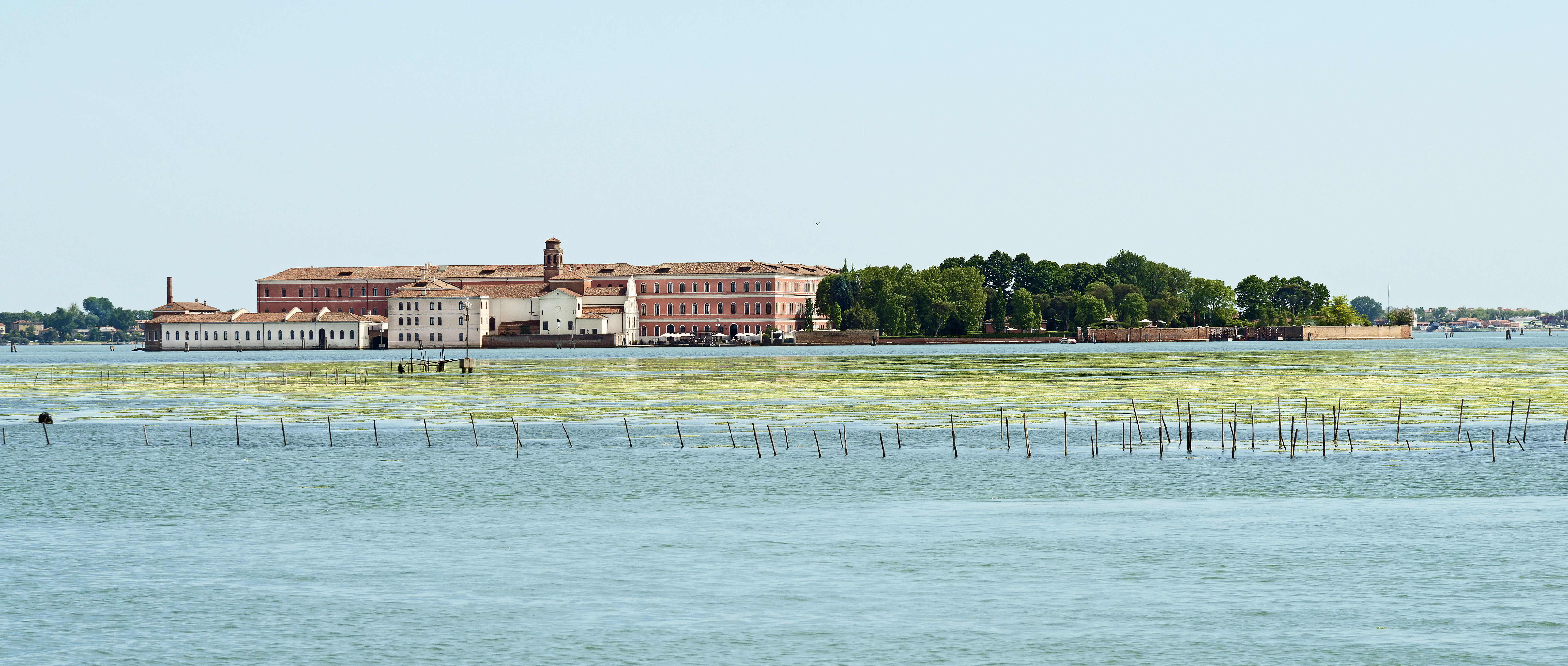
Die Insel, von der Giudecca gesehen.

1451 fuhr der spätere Kaiser Friedrich III. zusammen mit dem Dogen, der ihm nach Chioggia entgegengereist war, auf dem Bucintoro nach San Clemente.
Berühmte weltliche und geistliche Gäste besuchten San Clemente. Man erzählte sich, dass einer der Besucher, der Botschafter des Herzogtums Mantua, die Pest 1630/1631 in die Stadt Venedig gebracht hätte. Als die Heimsuchung durch die Seuche in der Stadt zu Ende war, errichteten die Venezianer zum Dank an die Muttergottes die Kirche Santa Maria della Salute.
1645 bis 1810 beherbergte die Insel Mönche vom Kamaldulenser-Orden, bis ein Dekret Napoleons die Orden in Venedig aufhob.
Weitab von der Stadt Venedig konnte hier, ohne Gefahr für diese, ein großes Pulvermagazin angelegt werden. Allerdings waren die Frauen mit geistiger Behinderung (pazze) 1834 von San Servolo dorthin verbracht worden. Die Gebäude wurden Mitte des 19. Jahrhunderts von der österreichischen Verwaltung der Stadt Venedig in eine Psychiatrische Klinik für Frauen umgestaltet – was ein Euphemismus sein dürfte. Im Jahr 1980 entstand ein Dokumentarfilm mit dem Titel San Clemente: Über eine Psychiatrie bei Venedig über die Heilanstalt auf San Clemente, die im Jahr 1992 geschlossen wurde. Dieser Film war vom 7. bis 14. Mai 2014 auf dem 29. Internationalen Dokumentarfilmfestival München (DOK.fest) zu sehen.
Seit 2003 ist auf der Insel ein 5-Sterne-Hotel (San Clemente Palace) in den historischen Gebäuden untergebracht. Die restaurierte Kirche konnte am 15. April 2003 eingeweiht werden.
Bei der Volkszählung 2009 wurde eine ständige Bevölkerung von zwei Personen nachgewiesen, 2001 war es noch ein Mann gewesen. Die Insel erreicht eine maximale Höhe von vier Metern.